# Чануквадзе Шота Іларіонович
Шота Іларіонович Чануквадзе (1909, Озургеті Кутаїської губернії, тепер мхаре Гурія, Грузія — ?) — грузинський радянський державний діяч, секретар ЦК КП Грузії. Член ЦК і Бюро ЦК КП Грузії. Депутат Верховної ради Грузинської РСР 1—4-го скликань. Депутат Верховної ради СРСР 5-го і 7-го скликань. Герой Соціалістичної Праці (29.08.1949).

## Життєпис
Народився в селянській родині. У 1925 році закінчив семирічну школу. З 1925 по 1931 рік працював у районній друкарні. У 1926 році вступив до комсомолу. З 1931 року був слухачем робітничого факультету в Тифлісі.
Член ВКП(б) з 1931 року.
У 1934—1935 роках — завідувач культурно-пропагандистського відділу районного комітету ЦК ЛКСМ Грузії. У 1935—1936 роках — 1-й секретар Махарадзевського районного комітету ЛКСМ Грузії.
У 1936—1937 роках — завідувач відділу селянської молоді ЦК ЛКСМ Грузії.
17 вересня 1937 — лютий 1939 року — 2-й секретар ЦК ЛКСМ Грузії.
У 1939—1940 роках — голова виконавчого комітету районної ради депутатів трудящих. У 1940—1941 роках — 1-й секретар Ткібульського районного комітету КП(б) Грузії. У 1941—1943 роках — 1-й секретар Хулойського районного комітету КП(б) Грузії. У 1943—1945 роках — 1-й секретар Кобулетського районного комітету КП(б) Грузії. З серпня 1945 по квітень 1952 року — 1-й секретар Чохатаурського районного комітету КП(б) Грузії.
Указом Президії Верховної Ради СРСР від 29 серпня 1949 року Шоті Чануквадзе присвоєно звання Героя Соціалістичної Праці за «отримання високих урожаїв сортового зеленого чайного листя та цитрусових плодів у 1948 році» з врученням ордена Леніна та золотої медалі «Серп і Молот».
Без відриву від роботи закінчив субтропічний факультет заочного відділення Грузинського сільськогосподарського інституту.
У квітні 1952 — травні 1953 року — 2-й секретар Кутаїського обласного комітету КП(б) Грузії.
У 1953—1958 роках — 1-й секретар Махарадзевського районного комітету КП Грузії.
8 січня 1959—1960 роках — міністр сільського господарства Грузинської РСР.
У 1960 — грудні 1962 року — завідувач сільськогосподарського відділу ЦК КП Грузії.
19 грудня 1962 — 21 лютого 1973 року — секретар ЦК КП Грузії із питань сільського господарства. 
Одночасно 19 грудня 1962 — 24 листопада 1964 року — голова Бюро ЦК КП Грузії із сільського господарства.
14 лютого 1973 — грудень 1985 року — міністр заготівель Грузинської РСР.
Потім — персональний пенсіонер у Тбілісі.

## Нагороди
- Герой Соціалістичної Праці (29.08.1949)
- три ордени Леніна (7.01.1944; 29.08.1949; 2.04.1966)
- орден Жовтневої Революції (27.08.1971)
- два ордени Трудового Червоного Прапора (24.02.1946; 21.02.1948)
- орден Дружби народів (26.02.1981)
- орден «Знак Пошани» (24.02.1941)
- медалі